# 마쓰다이라 요리시게
마쓰다이라 요리시게(일본어: 松平頼重, 겐나 8년 7월 1일(1622년 8월 7일 ~ 겐로쿠 8년 4월 12일(1695년 5월 24일))는 에도 시대 전기의 다이묘이다. 히타치 시모다테번주. 이후 사누키 다카마쓰번의 초대 번주. 미토번의 초대 번주 도쿠가와 요리후사(徳川頼房)의 장자이자 "미토코몬(水戸黄門)"으로 유명한 미토 번 제2대 번주 도쿠가와 미쓰쿠니(徳川光圀)의 동복형. 미토번 제3대 번주 도쿠가와 쓰나에다(徳川綱條)의 아버지.
부친 요리후사의 장자로 태어났으나 요리시게가 태어날 당시엔 요리후사의 형 도쿠가와 요시나오, 도쿠가와 요리노부의 적자가 없었다. 그로 인해 요리시게는 미토번의 암묵적으로 장자로 인정받지 못하고 마쓰다이라씨로 남게되었다. 후에 동생 미쓰쿠니는 자신의 아들 요리쓰네를 형 요리시게에게 양자로 입적시키고 요리시게의 아들들인 쓰나카타, 쓰나에다를 차례로 양자로 들였다.
혈족상 현재 도쿠가와 종가, 도쿠가와 요시노부가 당주의 조상이 된다.
| 전임 (도쿠가와 요리후사) | 제1대 다카마쓰 마쓰다이라가(미토 도쿠가와분가) 당주 1642년 ~ 1673년 | 후임 마쓰다이라 요리쓰네 |

| 전임 미즈노야 가쓰타카 | 시모다테 번 번주 (다카마쓰 마쓰다이라가) 1639년 ~ 1642년 | 후임 막부직할령(마시야마 마사미쓰) |

| 전임 이코마 다카토시 | 제1대 다카마쓰번 번주 (다카마쓰 마쓰다이라 가) 1642년 ~ 1673년 | 후임 마쓰다이라 요리쓰네 |